# Liste der längsten Tunnel in Japan
Die folgende Liste enthält alle Tunnel für Verkehrszwecke in Japan mit einer Länge von mehr als fünf Kilometern. Dies bezieht sich sowohl auf Eisenbahntunnel als auch auf Straßentunnel. Hingegen sind keine U-Bahn-Tunnel aufgeführt. Längenangaben sind auf einen Meter genau gerundet. Die Liste ist auf dem Stand von September 2024.
- Name: der Name des Tunnels
- Länge: die Länge des Tunnels in Metern
- Präfektur: der Name der Präfektur, in der sich das Bauwerk befindet
- Lage: die Standortgemeinde(n) der Tunnelportale
- Verkehrsweg: der Name der befahrenen Eisenbahnlinie oder die Bezeichnung der Straße
- Funktion: nennt die Art des Verkehrswegs

## Tunnel in Betrieb
| #   | Name                    | Länge (m) | Präfektur            | Lage                         | Verkehrsweg                      | Funktion  | Baube- ginn | Durch- bruch | Eröff- nung | Anmerkungen                                                                                   |
| --- | ----------------------- | --------- | -------------------- | ---------------------------- | -------------------------------- | --------- | ----------- | ------------ | ----------- | --------------------------------------------------------------------------------------------- |
| 001 | Seikan-Tunnel           | 53.850    | Aomori / Hokkaidō    | Imabetsu – Shiriuchi         | Hokkaidō-Shinkansen Kaikyō-Linie | Eisenbahn | 1961        | 1985         | 1988        | zweitlängster Eisenbahntunnel der Welt zweitlängster untermeerischer Tunnelabschnitt der Welt |
| 002 | Hakkōda-Tunnel          | 26.455    | Aomori               | Aomori – Shichinohe          | Tōhoku-Shinkansen                | Eisenbahn | 1999        | 2005         | 2010        | längster Tunnel auf Honshū                                                                    |
| 003 | Iwate-Ichinohe-Tunnel   | 25.808    | Iwate                | Ninohe – Iwate               | Tōhoku-Shinkansen                | Eisenbahn | 1991        | 2000         | 2002        | weltweit längster Landtunnel bei der Eröffnung                                                |
| 004 | Iiyama-Tunnel           | 22.251    | Nagano / Niigata     | Iiyama – Jōetsu              | Hokuriku-Shinkansen              | Eisenbahn | 2000        | 2007         | 2015        |                                                                                               |
| 005 | Dai-Shimizu-Tunnel      | 22.221    | Gunma / Niigata      | Minakami – Yuzawa            | Jōetsu-Shinkansen                | Eisenbahn | 1971        | 1979         | 1982        | längster Bahntunnel der Welt bei der Eröffnung                                                |
| 006 | Shin-Hokuriku-Tunnel    | 19.475    | Fukui                | Echizen – Tsuruga            | Hokuriku-Shinkansen              | Eisenbahn | 2014        | –            | 2023        | ursprüngliche Planlänge: 20.008 m                                                             |
| 007 | Shin-Kammon-Tunnel      | 18.713    | Yamaguchi / Fukuoka  | Shimonoseki – Kitakyūshū     | San’yō-Shinkansen                | Eisenbahn | 1970        | 1973         | 1975        | längster Tunnel Japans bei der Eröffnung                                                      |
| 008 | Yamate-Tunnel           | 18.200    | Tokio                | Ikebukuro – Meguro           | Stadtautobahn Tokio C2           | Straße    | 1992        | –            | 2015        | längster Straßentunnel Japans zweitlängster Straßentunnel der Welt                            |
| 009 | Rokkō-Tunnel            | 16.250    | Hyōgo                | Kōbe – Nishinomiya           | San’yō-Shinkansen                | Eisenbahn | 1967        | 1970         | 1972        | längster Tunnel Japans bei der Eröffnung                                                      |
| 010 | Haruna-Tunnel           | 15.350    | Gunma                | Takasaki – Shibukawa         | Jōetsu-Shinkansen                | Eisenbahn | 1972        | 1980         | 1982        |                                                                                               |
| 011 | Gorigamine-Tunnel       | 15.175    | Nagano               | Ueda – Chikuma               | Hokuriku-Shinkansen              | Eisenbahn | 1991        | –            | 1997        |                                                                                               |
| 012 | Nakayama-Tunnel         | 14.857    | Gunma                | Shibukawa – Minakami         | Jōetsu-Shinkansen                | Eisenbahn | 1972        | 1981         | 1982        |                                                                                               |
| 013 | Misaka-Sasago-Tunnel    | 14.613    | Yamanashi            | Ōtsuki – Fuefuki             | Chūō-Shinkansen                  | Maglev    | 1990        | 1997         | 2027        | Teil der JR-Maglev-Versuchsstrecke                                                            |
| 014 | Hokuriku-Tunnel         | 13.870    | Fukui                | Tsuruga – Minami-Echizen     | Hokuriku-Hauptlinie              | Eisenbahn | 1957        | 1961         | 1962        | längster Tunnel Japans bei der Eröffnung                                                      |
| 015 | Shin-Shimizu-Tunnel     | 13.490    | Niigata / Gunma      | Yuzawa – Minakami            | Jōetsu-Linie                     | Eisenbahn | 1963        | –            | 1967        | nur südwärts; Gegenrichtung im Shimizu-Tunnel                                                 |
| 016 | Aki-Tunnel              | 13.030    | Hiroshima            | Higashihiroshima – Hiroshima | San’yō-Shinkansen                | Eisenbahn | 1970        | 1973         | 1975        |                                                                                               |
| 017 | Chikushi-Tunnel         | 12.115    | Fukuoka / Saga       | Kasuga – Tosu                | Kyūshū-Shinkansen                | Eisenbahn | –           | 2007         | 2011        |                                                                                               |
| 018 | Kitakyūshū-Tunnel       | 11.747    | Fukuoka              | Kitakyūshū                   | San’yō-Shinkansen                | Eisenbahn | 1970        | 1973         | 1975        |                                                                                               |
| 019 | Fukushima-Tunnel        | 11.705    | Fukushima            | Fukushima – Nihonmatsu       | Tōhoku-Shinkansen                | Eisenbahn | 1972        | 1975         | 1982        |                                                                                               |
| 020 | Kubiki-Tunnel           | 11.353    | Niigata              | Itoigawa – Jōetsu            | Nihonkai-Hisui-Linie             | Eisenbahn | 1966        | 1969         | 1969        | längster Bahntunnel, der nicht zur JR-Gruppe gehört                                           |
| 021 | Shiozawa-Tunnel         | 11.217    | Niigata              | Minamiuonuma                 | Jōetsu-Shinkansen                | Eisenbahn | 1972        | –            | 1982        |                                                                                               |
| 022 | Zaō-Tunnel              | 11.215    | Fukushima / Miyagi   | Kunimi – Shiroishi           | Tōhoku-Shinkansen                | Eisenbahn | 1971        | 1976         | 1982        |                                                                                               |
| 023 | Kan’etsu-Tunnel         | 11.055    | Gunma / Niigata      | Minakami – Yuzawa            | Kan’etsu-Autobahn                | Straße    | –           | –            | 1985        | längster Straßentunnel Japans bei der Eröffnung                                               |
| 024 | Hida-Tunnel             | 10.710    | Gifu                 | Takayama – Shirakawa         | Tōkai-Hokuriku-Autobahn          | Straße    | 1996        | 2007         | 2008        |                                                                                               |
| 025 | Akakura-Tunnel          | 10.472    | Niigata              | Minamiuonuma – Tōkamachi     | Hokuhoku-Linie                   | Eisenbahn | –           | –            | 1997        |                                                                                               |
| 026 | Ikuta-Tunnel            | 10.359    | Tokio / Kanagawa     | Fuchū – Kawasaki             | Musashino-Linie                  | Eisenbahn | –           | –            | 1973        |                                                                                               |
| 027 | 3. Shibisan-Tunnel      | 09.987    | Kagoshima            | Izumi – Satsumasendai        | Kyūshū-Shinkansen                | Eisenbahn | 1989        | 1999         | 2004        | längster Tunnel auf Kyūshū                                                                    |
| 028 | Ichinoseki-Tunnel       | 09.730    | Iwate                | Ichinoseki – Ōshū            | Tōhoku-Shinkansen                | Eisenbahn | 1971        | 1974         | 1982        |                                                                                               |
| 029 | Shimizu-Tunnel          | 09.702    | Gunma / Niigata      | Minakami – Yuzawa            | Jōetsu-Linie                     | Eisenbahn | 1922        | –            | 1931        | nur nordwärts; Gegenrichtung im Shin-Shimizu-Tunnel                                           |
| 030 | Tōkyō-wan-Aqua-Line     | 09.610    | Kanagawa             | Kawasaki                     | Nationalstraße 409               | Straße    | 1987        | 1987         | 1997        |                                                                                               |
| 031 | Nabetachiyama-Tunnel    | 09.117    | Niigata              | Tōkamachi – Jōetsu           | Hokuhoku-Linie                   | Eisenbahn | 1974        | 1995         | 1997        |                                                                                               |
| 032 | Kuriko-Tunnel           | 08.972    | Fukushima / Yamagata | Fukushima – Yonezawa         | Tōhoku-Chūō-Autobahn             | Straße    | 2002        | 2014         | 2017        | längster mautfreier Autobahntunnel Japans                                                     |
| 033 | Bingo-Tunnel            | 08.900    | Hiroshima            | Onomichi – Mihara            | San’yō-Shinkansen                | Eisenbahn | 1970        | 1973         | 1975        |                                                                                               |
| 034 | Kindaichi-Tunnel        | 08.740    | Iwate / Aomori       | Ninohe – Ichinohe            | Tōhoku-Shinkansen                | Eisenbahn | 1993        | 2000         | 2002        |                                                                                               |
| 035 | Enasan-Tunnel           | 08.650    | Nagano / Gifu        | Achi – Nakatsugawa           | Chūō-Autobahn                    | Straße    | –           | –            | 1975        |                                                                                               |
| 036 | Uonuma-Tunnel           | 08.625    | Niigata              | Nagaoka – Ojiya              | Jōetsu-Shinkansen                | Eisenbahn | 1972        | –            | 1982        |                                                                                               |
| 037 | Fukuoka-Tunnel          | 08.488    | Fukuoka              | Kitakyūshū                   | San’yō-Shinkansen                | Eisenbahn | 1970        | 1973         | 1975        |                                                                                               |
| 038 | Akima-Tunnel            | 08.295    | Gunma                | Annaka                       | Hokuriku-Shinkansen              | Eisenbahn | –           | –            | 1997        |                                                                                               |
| 039 | Sannohe-Tunnel          | 08.250    | Aomori               | Ninohe – Hachinohe           | Tōhoku-Shinkansen                | Eisenbahn | –           | –            | 2002        |                                                                                               |
| 040 | Oshimatōbetsu-Tunnel    | 08.073    | Hokkaidō             | Kikonai – Hokuto             | Hokkaidō-Shinkansen              | Eisenbahn | 2005        | 2009         | 2016        | längster Tunnel auf Hokkaidō                                                                  |
| 041 | Shin-Kōbe-Tunnel 2      | 08.055    | Hyōgo                | Kōbe                         | Hanshin-Autobahn 32              | Straße    | –           | –            | 1988        |                                                                                               |
| 042 | Kōbe-Tunnel             | 07.970    | Hyōgo                | Kōbe                         | San’yō-Shinkansen                | Eisenbahn | –           | –            | 1972        |                                                                                               |
| 043 | Shin-Tanna-Tunnel       | 07.959    | Shizuoka             | Atami – Mishima              | Tōkaidō-Shinkansen               | Eisenbahn | 1941        | –            | 1964        |                                                                                               |
| 044 | Shin-Kōbe-Tunnel 1      | 07.900    | Hyōgo                | Kōbe                         | Hanshin-Autobahn 32              | Straße    | 1971        | –            | 1976        |                                                                                               |
| 045 | Tanna-Tunnel            | 07.804    | Shizuoka             | Atami – Mishima              | Tōkaidō-Hauptlinie               | Eisenbahn | 1918        | 1933         | 1934        |                                                                                               |
| 046 | Hosaka-Tunnel           | 07.588    | Hyōgo                | Aioi – Akō                   | San’yō-Shinkansen                | Eisenbahn | –           | –            | 1972        |                                                                                               |
| 047 | Asahi-Tunnel            | 07.570    | Toyama               | Asahi                        | Hokuriku-Shinkansen              | Eisenbahn | –           | –            | 2015        |                                                                                               |
| 048 | Shin-Nagasaki-Tunnel    | 07.460    | Nagasaki             | Nagasaki                     | Kyūshū-Shinkansen                | Eisenbahn | 2015        | 2018         | 2022        |                                                                                               |
| 049 | Shin-Oyashirazu-Tunnel  | 07.336    | Niigata              | Itoigawa                     | Hokuriku-Shinkansen              | Eisenbahn | –           | –            | 2015        |                                                                                               |
| 050 | Tsukiyono-Tunnel        | 07.295    | Gunma                | Minakami                     | Jōetsu-Shinkansen                | Eisenbahn | –           | –            | 1982        |                                                                                               |
| 051 | Hokushin-Tunnel         | 07.276    | Hyōgo                | Kōbe                         | Hokushin-Linie                   | Eisenbahn | 1980        | 1984         | 1988        |                                                                                               |
| 052 | Mineyama-Tunnel         | 07.035    | Niigata              | Jōetsu – Itoigawa            | Hokuriku-Shinkansen              | Eisenbahn | –           | –            | 2015        |                                                                                               |
| 053 | Nasu-Tunnel             | 07.030    | Tochigi              | Nasu                         | Tōhoku-Shinkansen                | Eisenbahn | –           | –            | 1982        |                                                                                               |
| 054 | Tagami-Tunnel           | 06.991    | Kumamoto             | Yatsushiro                   | Kyūshū-Shinkansen                | Eisenbahn | –           | –            | 2004        |                                                                                               |
| 055 | Mimakihara-Tunnel       | 06.984    | Nagano               | Saku – Tōmi                  | Hokuriku-Shinkansen              | Eisenbahn | –           | –            | 1997        |                                                                                               |
| 056 | Shin-Kurikara-Tunnel    | 06.978    | Toyama / Ishikawa    | Oyabe – Tsubata              | Hokuriku-Shinkansen              | Eisenbahn | –           | –            | 2015        |                                                                                               |
| 057 | Takaoka-Tunnel          | 06.944    | Nagano               | Nagano – Nakano              | Hokuriku-Shinkansen              | Eisenbahn | –           | –            | 2015        |                                                                                               |
| 058 | Shin-Kinmeiji-Tunnel    | 06.822    | Yamaguchi            | Iwakuni                      | San’yō-Shinkansen                | Eisenbahn | –           | –            | 1975        |                                                                                               |
| 059 | Tamana-Tunnel           | 06.800    | Kumamoto             | Ōmuta – Nankan               | Kyūshū-Shinkansen                | Eisenbahn | –           | –            | 2011        |                                                                                               |
| 060 | Matsunoki-Tunnel        | 06.777    | Niigata              | Jōetsu – Itoigawa            | Hokuriku-Shinkansen              | Eisenbahn | –           | –            | 2015        |                                                                                               |
| 061 | Ōhirayama-Tunnel        | 06.640    | Yamaguchi            | Shūnan – Hōfu                | San’yō-Shinkansen                | Eisenbahn | –           | –            | 1975        |                                                                                               |
| 062 | Karisaka-Tunnel         | 06.625    | Saitama / Yamanashi  | Chichibu – Yamanashi         | Nationalstraße 140               | Straße    | 1984        | 1994         | 1998        |                                                                                               |
| 063 | Itsukaichi-Tunnel       | 06.585    | Hiroshima            | Ōtake – Iwakuni              | San’yō-Shinkansen                | Eisenbahn | –           | –            | 1975        |                                                                                               |
| 064 | Masaki-Tunnel           | 06.532    | Iwate                | Miyako                       | Kita-Riasu-Linie                 | Eisenbahn | –           | –            | 1984        | längster nichtelektrifizierter Bahntunnel Japans                                              |
| 065 | Rokujūrigoe-Tunnel      | 06.359    | Fukushima / Niigata  | Tadami – Uonuma              | Tadami-Linie                     | Eisenbahn | –           | –            | 1971        |                                                                                               |
| 066 | Higo-Tunnel             | 06.340    | Kumamoto             | Yatsushiro – Yamae           | Kyūshū-Autobahn                  | Straße    | –           | –            | 1989        |                                                                                               |
| 067 | Kakutō-Tunnel           | 06.260    | Kumamoto / Miyazaki  | Yamae – Ebino                | Kyūshū-Autobahn                  | Straße    | –           | –            | 1995        |                                                                                               |
| 068 | Kakutō-Tunnel           | 06.199    | Niigata              | Tōkamachi                    | Hokuhoku-Linie                   | Eisenbahn | 1973        | 1979         | 1997        |                                                                                               |
| 069 | Tsugaru-Yomogita-Tunnel | 06.190    | Aomori               | Yomogita – Sotogahama        | Hokkaidō-Shinkansen              | Eisenbahn | –           | –            | 2016        |                                                                                               |
| 070 | Nagasaki-Tunnel         | 06.173    | Nagasaki             | Nagasaki                     | Nagasaki-Hauptlinie              | Eisenbahn | 1966        | –            | 1972        |                                                                                               |
| 071 | Ichinose-Tunnel         | 06.165    | Gunma                | Annaka                       | Hokuriku-Shinkansen              | Eisenbahn | –           | –            | 1997        |                                                                                               |
| 072 | Hattabara-Tunnel        | 06.123    | Hiroshima            | Fuchū – Sera                 | Fukuen-Linie                     | Eisenbahn | –           | –            | 1989        |                                                                                               |
| 073 | Usuitōge-Tunnel         | 06.092    | Gunma / Nagano       | Annaka – Karuizawa           | Hokuriku-Shinkansen              | Eisenbahn | –           | –            | 1997        |                                                                                               |
| 074 | Urasa-Tunnel            | 06.087    | Niigata              | Nagaoka                      | Jōetsu-Shinkansen                | Eisenbahn | –           | –            | 1982        |                                                                                               |
| 075 | Yoshio-Tunnel           | 06.040    | Kumamoto             | Yatsushiro – Minamata        | Kyūshū-Shinkansen                | Eisenbahn | –           | –            | 2004        |                                                                                               |
| 076 | Atsumi-Tunnel           | 06.022    | Yamagata             | Tsuruoka                     | Nihonkai-Tōhoku-Autobahn         | Straße    | 2005        | 2010         | 2012        |                                                                                               |
| 077 | Inuyose-Tunnel          | 06.012    | Ehime                | Iyo                          | Yosan-Linie                      | Eisenbahn | –           | –            | 1986        | längster Tunnel auf Shikoku                                                                   |
| 078 | Enrei-Tunnel            | 05.994    | Nagano               | Okaya – Shiojiri             | Chūō-Hauptlinie                  | Eisenbahn | –           | –            | 1983        |                                                                                               |
| 079 | Koi-Tunnel              | 05.960    | Hiroshima            | Ōtake                        | San’yō-Shinkansen                | Eisenbahn | –           | –            | 1975        |                                                                                               |
| 080 | Hakamagoshi-Tunnel      | 05.939    | Toyama               | Nanto                        | Tōkai-Hokuriku-Autobahn          | Straße    | –           | –            | 2000        |                                                                                               |
| 081 | Yokohama-Kita-Tunnel    | 05.900    | Kanagawa             | Yokohama                     | Stadtautobahn Tokio K7           | Straße    | –           | –            | 2017        |                                                                                               |
| 082 | Tsugaru-Tunnel          | 05.880    | Aomori               | Imabetsu                     | Hokkaidō-Shinkansen Kaikyō-Linie | Eisenbahn | –           | –            | 1988        |                                                                                               |
| 083 | Shin-Noborikawa-Tunnel  | 05.825    | Hokkaidō             | Mukawa – Shimukappu          | Sekishō-Linie                    | Eisenbahn | 1966        | 1972         | 1981        |                                                                                               |
| 084 | Shinkarikachi-Tunnel    | 05.810    | Hokkaidō             | Minamifurano – Shintoku      | Sekishō-Linie Nemuro-Hauptlinie  | Eisenbahn | –           | –            | 1966        | Linienverzweigung im Tunnel                                                                   |
| 085 | Yaehara-Tunnel          | 05.718    | Nagano               | Ueda – Saku                  | Hokuriku-Shinkansen              | Eisenbahn | –           | –            | 1997        |                                                                                               |
| 086 | Noborikawa-Tunnel       | 05.700    | Hokkaidō             | Yūbari                       | Sekishō-Linie                    | Eisenbahn | 1966        | 1970         | 1981        |                                                                                               |
| 087 | Jūnidan-Tunnel          | 05.697    | Akita                | Kitaakita – Semboku          | Akita-Nairiku-Linie              | Eisenbahn | –           | –            | 1989        |                                                                                               |
| 088 | Shin-Aoyama-Tunnel      | 05.652    | Mie                  | Iga – Tsu                    | Kintetsu Osaka-Linie             | Eisenbahn | 1972        | –            | 1975        |                                                                                               |
| 089 | Minō-Tunnel             | 05.620    | Osaka                | Minō                         | Nationalstraße 423               | Straße    | –           | –            | 2007        |                                                                                               |
| 090 | Takisato-Tunnel         | 05.595    | Hokkaidō             | Ashibetsu – Furano           | Nemuro-Hauptlinie                | Eisenbahn | –           | –            | 1991        |                                                                                               |
| 091 | Shitosaka-Tunnel        | 05.592    | Okayama / Tottori    | Nishiawakura – Chizu         | Chizu-Linie                      | Eisenbahn | –           | –            | 1994        |                                                                                               |
| 092 | Hanna-Tunnel            | 05.573    | Osaka / Nara         | Osaka – Ikoma                | 2. Hanna-Straße                  | Straße    | 1986        | –            | 1997        |                                                                                               |
| 093 | Tomita-Tunnel           | 05.543    | Yamaguchi            | Shūnan                       | San’yō-Shinkansen                | Eisenbahn | –           | –            | 1975        |                                                                                               |
| 094 | Kaga-Tunnel             | 05.460    | Ishikawa             | Kaga – Awara                 | Hokuriku-Shinkansen              | Eisenbahn | –           | –            | 2023        |                                                                                               |
| 095 | Kanpūzan-Tunnel         | 05.432    | Kōchi / Ehime        | Ino – Saijō                  | Nationalstraße 194               | Straße    | 1981        | 1996         | 1999        | längster mautfreier Straßentunnel Japans                                                      |
| 096 | Tawarazaka-Tunnel       | 05.450    | Saga / Nagasaki      | Ureshino – Ōmura             | Kyūshū-Shinkansen                | Eisenbahn | 2009        | 2015         | 2022        |                                                                                               |
| 097 | Kanden-Tunnel           | 05.400    | Nagano / Toyama      | Ōmachi – Tateyama            | Kanden Tunnel Trolleybus         | Straße    | 1956        | –            | 1958        | kein allgemeiner Straßenverkehr                                                               |
| 098 | Ōno-Tunnel              | 05.389    | Hiroshima            | Hiroshima                    | San’yō-Shinkansen                | Eisenbahn | –           | –            | 1975        |                                                                                               |
| 099 | Senzan-Tunnel           | 05.361    | Miyagi / Yamagata    | Sendai – Yamagata            | Senzan-Linie                     | Eisenbahn | –           | –            | 1937        |                                                                                               |
| 100 | Miike-Tunnel            | 05.360    | Kumamoto             | Nankan – Tamana              | Kyūshū-Shinkansen                | Eisenbahn | –           | –            | 2011        |                                                                                               |
| 101 | Takehara-Tunnel         | 05.305    | Hiroshima            | Takehara – Higashihiroshima  | San’yō-Shinkansen                | Eisenbahn | –           | –            | 1975        |                                                                                               |
| 102 | Arashima-Tunnel         | 05.251    | Fukui                | Ōno                          | Etsumi-hoku-Linie                | Eisenbahn | –           | –            | 1972        |                                                                                               |
| 103 | Kusaki-Tunnel           | 05.242    | Gunma                | Midori                       | Watarase-Keikoku-Linie           | Eisenbahn | –           | –            | 1973        |                                                                                               |
| 104 | Komoto-Tunnel           | 05.174    | Iwate                | Iwaizumi – Tanohata          | Kita-Riasu-Linie                 | Eisenbahn | –           | –            | 1984        |                                                                                               |
| 105 | Shin-Fukasaka-Tunnel    | 05.173    | Shiga                | Nagahama – Tsuruga           | Hokuriku-Hauptlinie              | Eisenbahn | 1963        | –            | 1966        |                                                                                               |
| 106 | Fukasaka-Tunnel         | 05.170    | Shiga                | Nagahama – Tsuruga           | Hokuriku-Hauptlinie              | Eisenbahn | 1938        | –            | 1950        |                                                                                               |
| 107 | Nangōyama-Tunnel        | 05.170    | Kanagawa             | Manazuru – Atami             | Tōkaidō-Shinkansen               | Eisenbahn | –           | –            | 1964        |                                                                                               |
| 108 | Shin-Tsunagi-Tunnel     | 05.160    | Kumamoto             | Minamata                     | Kyūshū-Shinkansen                | Eisenbahn | –           | –            | 2004        |                                                                                               |
| 109 | Iwakuni-Tunnel          | 05.132    | Yamaguchi            | Iwakuni                      | San’yō-Shinkansen                | Eisenbahn | –           | –            | 1975        |                                                                                               |
| 110 | Hijirigaoka-Tunnel      | 05.084    | Kōchi                | Sukumo                       | Sukumo-Linie                     | Eisenbahn | –           | –            | 1997        |                                                                                               |
| 111 | Otowayama-Tunnel        | 05.045    | Shiga / Kyōto        | Ōtsu – Kyōto                 | Tōkaidō-Shinkansen               | Eisenbahn | –           | –            | 1964        |                                                                                               |
| 112 | Ōhara-Tunnel            | 05.063    | Shizuoka             | Hamamatsu                    | Iida-Linie                       | Eisenbahn | –           | –            | 1955        |                                                                                               |

## Tunnel im Bau
| Name                     | Länge (m) | Präfektur            | Lage                     | Verkehrsweg         | Funktion  | Baube- ginn | Durch- bruch | Eröff- nung | Anmerkungen                       |
| ------------------------ | --------- | -------------------- | ------------------------ | ------------------- | --------- | ----------- | ------------ | ----------- | --------------------------------- |
| Daiichi-Shutoken-Tunnel  | 36.924    | Tokio / Kanagawa     | ?                        | Chūō-Shinkansen     | Maglev    | –           | –            | 2027        |                                   |
| Daiichi-Chūkyōken-Tunnel | 34.210    | Aichi / Gifu         | ?                        | Chūō-Shinkansen     | Maglev    | –           | –            | 2027        |                                   |
| Oshima-Tunnel            | 32.675    | Hokkaidō             | Hokuto – Yakumo          | Hokkaidō-Shinkansen | Eisenbahn | 2014        | –            | 2031        | ursprüngliche Planlänge: 26.470 m |
| Sasson-Tunnel            | 26.230    | Hokkaidō             | Otaru – Sapporo          | Hokkaidō-Shinkansen | Eisenbahn | –           | –            | 2031        |                                   |
| Minami-Arupusu-Tunnel    | 25.019    | Yamanashi / Nagano   | ?                        | Chūō-Shinkansen     | Maglev    | 2015        | –            | 2027        |                                   |
| Chūō-Arapusu-Tunnel      | 23.288    | Nagano / Gifu        | ?                        | Chūō-Shinkansen     | Maglev    | –           | –            | 2027        |                                   |
| Shiribeshi-Tunnel        | 17.975    | Hokkaidō             | Kutchan – Otaru          | Hokkaidō-Shinkansen | Eisenbahn | 2014        | –            | 2031        |                                   |
| Tateiwa-Tunnel           | 16.980    | Hokkaidō             | Yakumo – Oshamambe       | Hokkaidō-Shinkansen | Eisenbahn | 2014        | –            | 2031        |                                   |
| Uchiura-Tunnel           | 15.560    | Hokkaidō             | Oshamambe – Kuromatsunai | Hokkaidō-Shinkansen | Eisenbahn | 2018        | –            | 2031        |                                   |
| Inasanchi-Tunnel         | 15.300    | Nagano               | ?                        | Chūō-Shinkansen     | Maglev    | –           | –            | 2027        |                                   |
| Hiyoshi-Tunnel           | 14.532    | Gifu                 | ?                        | Chūō-Shinkansen     | Maglev    | 2016        | –            | 2027        |                                   |
| Futatsumori-Tunnel       | 12.630    | Hokkaidō             | Kutchan                  | Hokkaidō-Shinkansen | Eisenbahn | 2016        | –            | 2027        |                                   |
| Fujino-Tunnel            | 10.449    | Kanagawa / Yamanashi | ?                        | Chūō-Shinkansen     | Maglev    | –           | –            | 2027        |                                   |
| Konbu-Tunnel             | 10.410    | Hokkaidō             | Niseko                   | Hokkaidō-Shinkansen | Eisenbahn | 2014        | –            | 2031        |                                   |
| Gishigishi-Tunnel        | 09.790    | Hokkaidō             | Niseko – Kutchan         | Hokkaidō-Shinkansen | Eisenbahn | –           | –            | 2031        |                                   |
| Daiyon-Minamikoma-Tunnel | 08.627    | Yamanashi            | ?                        | Chūō-Shinkansen     | Maglev    | –           | –            | 2027        |                                   |
| Noda-Tunnel              | 08.170    | Hokkaidō             | Yakumo                   | Hokkaidō-Shinkansen | Eisenbahn | –           | –            | 2031        |                                   |
| Ōnuma-Tunnel             | 07.093    | Hokkaidō             | Nanae – Mori             | Hokkaidō-Autobahn   | Straße    | 2016        | –            | 2025        |                                   |
| Tsukui-Tunnel            | 06.276    | Kanagawa             | ?                        | Chūō-Shinkansen     | Maglev    | –           | –            | 2027        |                                   |
| Osashima-Tunnel          | 05.927    | Gifu                 | ?                        | Chūō-Shinkansen     | Maglev    | –           | –            | 2027        |                                   |
| Kazakoshiyama-Tunnel     | 05.638    | Nagano               | ?                        | Chūō-Shinkansen     | Maglev    | –           | –            | 2027        |                                   |